# 일본의 중고문학사
일본의 중고문학사(日本の中古文学史)에서는 헤이안 시대 즉 8세기 말부터 12세기 말까지의 약 400년의 일본 문학의 역사를 다룬다. 이 기간은 교토가 정치·문화의 중심이었고 가나의 산문문학의 개화를 중심으로 하는 국풍 문화의 시대였다.
9세기 초에는 당풍(唐風) 문화에 경도(傾倒)하여 유례없는 한문학 성행의 시대를 이루어 <료운신슈(凌雲新集)> <분카슈레이슈(文華秀麗集)> <게이코쿠슈(經國集)> 등 이른바 칙찬(勅撰) 3집이 이룩되었다. 10세기 초에는 기노 쓰라유키(紀貫之)에 의한 <고킨와카슈>(古今和歌集)가 성립되어 와카의 궁정 귀족사회에서의 찬란한 복귀가 이루어졌다.
가나 산문문학의 길도 또한 개척되었다. 산문의 세계에서는 서간문 등의 실용에만 쓰이던 가나문도 <고킨와카슈>의 성립에서 30년 후인 10세기 중엽 가까이 <도사 닛키>의 출현으로 비로소 문예성을 갖게 되었다. 가나 문학은 10세기에 급격한 발달을 가져오고, 11세기에는 전성기를 이루었다.
가나 문학의 중심은 여성이었다. 11세기에는 <와이즈미 시키부닛키(和泉式部日記)>와 <무라사키 시키부닛키(紫式部日記)>가 나왔고, 후궁(後宮)의 문화를 살린 세이 쇼나곤의 <마쿠라노소시>와 귀족사회의 현실적 인간관계와 그 운명을 예리하게 묘사한 무라사키 시키부의 <겐지모노가타리>가 나왔다. 이 둘은 여류문학의 쌍벽이며, 일본의 대표적 고전이다.

## 한문학
7세기 중엽부터 성행된 중국 한시문은 그대로 헤이안시대 초기에 계승되어 궁정 남성 귀족사회의 지식인들이 다투어 시작(詩作)에 골몰했다. 불과 십수년 동안에 연이어 편찬된 칙찬 3집은 한시문 최성기의 기념비이다. 한시문은 와카·일본 문장의 부흥에 따라서 쇠퇴하기 시작했으나, 그래도 고대 후기 전반에 걸쳐서 학문으로서 중시되어 <몬센(文選)> <하쿠시몬슈(白氏文集)> 등은 남성 귀족 필수의 교양이며 교과서였다.
헤이안 시대 말에는 문학의 각 분야에서의 수집(蒐集) 사업의 기운이 촉구되어, 한시문의 집성이 많이 시도되었다. 그 대표적인 것이 후지와라 아카히라(藤原明衡) 편집의 <혼조몬스이(本朝文粹)>이며, 헤이안 초기 이래 200여 년의 한시문의 대표작이 수록되어 있다.

## 와카 문학
가나(假名)가 발달하여 국풍(國風) 문화의 길을 밟은 9세기 후반은 와카의 부흥기였다. 아리하라 나리히라(左原業平) 등 6인의 가선(歌仙)이 배출되었고, 우타아와세(歌合)가 유행하여 10세기 초에 기노 쓰라유키 등의 선집인 <고킨와카슈(古今和歌集)>가 완성되었다. 이 최초의 칙찬 와카슈의 출현은 고대 후기에서의 와카의 부흥과 우위(優位)를 결정하였고 이를 규범으로 하여 <고센와카슈(後撰和歌集)> <슈이와카슈(拾遺和歌集)>가 나왔다.

## 가요
<고지키> <니혼쇼키> 등에 많이 수록되어 있는 고대가요는 와카의 형식에도 깊이 관계하는 한편 음악을 곁들여 우타이모노(謠物)로서의 후계자도 얻게 되었다. 8세기에서 9세기에 걸쳐 유행된 가구라우타(神樂歌)·사이바라(催馬樂) 등이 그것이다. 가구라우타·아즈마아소비노우타(東遊歌)는 신전(神前)에서 불렸고, 사이바라·풍속가(風俗歌)는 귀족사회의 연회 때 불렸다. 이 밖에 훌륭한 시가를 악기에 맞추어서 낭음(朗吟)하는 로우에이(朗詠) 등도 유행하여 11세기 초에 후지와라 긴토(藤原公任)는 로우에이에 적합한 한시문과 와카를 골라서 <와칸 에이슈(和漢朗詠集)>를 만들었다.
이 무렵부터 이른바 잡예라고 불리는 신흥 가요가 유행하기 시작하여, 11세기 후반부터 12세기 후반에 걸쳐서 전성기를 맞았다. 잡예의 중심은 현대풍의 우타이모노를 주로 한 이마요(今樣)이며, 서민·귀족에 걸친 넓은 교류 가운데 이마요 가요 시대를 출현시켰는데, <료진히쇼(梁塵秘抄)>의 집성은 기념비적 사업이었다.

## 모노가타리 문학
'모노가타리(物語)'란 원래 악령의 신비나 공포를 이야기하는 것이었던 것으로 보인다. 하지만 시간이 흐르면서 '모노'의 원뜻이 애매해져서 단순히 신비로운 이야기나 진기한 이야기를 가리키게 되어 고대 전기의 신화·전설·설화의 세계에서 연유하게 되었다.
'모노가타리의 시조'라고 불리는 <다케토리 모노가타리>에는 옛 전승(傳承)에 의한 공상적 전기(傳奇)성이 농후하나, <우쓰보모노가타리(宇津保物語)> <오치구보모노가타리(落窪物語)>로 내려오면 이미 사회성·현실성이 강하게 나타나고 있으며, 와카를 바탕으로 하여 인간의 마음을 그린 우타모노가타리나, 자기의 신변을 적은 <가게로닛키> 등의 영향도 받아서 사실적·심리적인 걸작 <겐지 모노가타리>가 출현한다. <겐지 모노가타리>는 '모노가타리'라는 관념을 초월할 만큼 높은 수준의 것인데, 이후의 작품인 <사고로모모노가타리(狹衣物語)> <하마마쓰추나곤모노가타리(浜松中納言物語)>등은 각각 새로운 경향을 보이면서도 아류라는 평가를 벗어나지 못했다. 모노가타리 문학의 타개책으로 역사 모노가타리 <에이가모노가타리(榮花物語)> <오오카가미(大鏡)>가 출현하였으며, 설화문학으로서 <곤자쿠모노가타리슈(今昔物語集)>를 낳아 각각 새 국면을 열었다.

## 일기·수필문학
일기는 조정이나 궁정 귀족의 공적(公的) 기록, 또는 가문의 공적 생활기록으로서 남성 귀족이 한문으로 쓴 것을 뜻하지만 일기문학은 여성 혹은 여성을 가장한 남성이 가나로 자신의 삶을 회상하여 풀어 쓴 작품으로, 일기문학은 일기와 그 성격을 달리한다. 가나로 쓴 일기의 시초는 후지와라 미치쓰나(藤原道綱) 어머니의 <가게로닛키>이다. (그 이전에 나온 <도사닛키>또한 일기문학의 형식을 따르고 있으나, 실제 저자가 여성을 가장한 남성이라는 점이 다르다.) 그녀는 21년간에 걸친 부부생활의 불안과 파탄을 기록했다. 이 자전적(自傳的)인 회상기록의 심각한 체험과 고뇌는 이후의 문학에 깊은 영향을 끼쳤다.
11세기 초에는 <와이즈미 시키부닛키(和泉式部日記)>와 <무라사키 시키부닛키(紫式部日記)>, 좀 뒤에 씌어진 <사라시나닛키(更級日記)> 등이 있다. 일기문학에 가까운 성질의 것에 <마쿠라노소시>가 있다. 후궁(後宮)문화의 양상을 섬세한 감각으로 꿰뚫은 이 작품은 오늘날에 와서는 수필문학으로 보는데, 회상적 장단(章段)의 한 무리 등은 일기문학과 공통되는 성격을 가지고 있다.

## 설화문학
현존하는 가장 오래된 설화집으로서 9세기 초에 나온 <니혼레이이키(日本靈異記)>는 고대 후기 설화문학의 시초임과 동시에 전기 나라 왕조의 불교 설화문학의 유산이기도 하다. 이 사실이 암시하는 바와 같이 고대 후기의 설화문학은 먼저 불교와의 밀접한 관련 아래 성장하여 불법(佛法)의 우월과 신앙의 승리를 주장하는 교단의 활약을 배경으로 많은 불교설화집을 낳았다. <니혼레이이키>의 계보를 따른 <니혼칸레이로쿠(日本感靈錄)>(850 ?), 상류 부녀자의 불교 입문서의 역할을 한 <산보에코토바(三寶繪詞)>(984)를 비롯하여 <니혼오죠고쿠라쿠키(日本往生極樂記)>(986 ?), <혼초홋케겐키(本朝法華驗記)>(1044), <우치기키슈(打聞集)>(1134 이전) 등이 특히 주목할 만한 작품이다.

## 같이 보기
- 우타모노가타리
- 겐지 모노가타리
- 마쿠라노소시